# Azjatycki Piłkarz Roku
Azjatycki Piłkarz Roku – nagroda przyznawana przez AFC dla najlepszego piłkarza Azji (w latach 1988–1992 nagroda była przyznawana przez IFFHS i przywrócona ponownie w 2020).

## Laureaci

### Nagroda IFFHS (1988-1992, 2020-nadal)
| Rok  | Piłkarz         | Narodowość       | Klub              |
| ---- | --------------- | ---------------- | ----------------- |
| 1988 | Ahmad Radhi     | Irak             | Al-Rasheed        |
| 1989 | Kim Joo-sung    | Korea Południowa | Daewoo Royals     |
| 1990 | Kim Joo-sung    | Korea Południowa | Daewoo Royals     |
| 1991 | Kim Joo-sung    | Korea Południowa | Daewoo Royals     |
| 1992 | Kazuyoshi Miura | Japonia          | Tokyo Verdy       |
| 2020 | Son Heung-min   | Korea Południowa | Tottenham Hotspur |
| 2021 | Son Heung-min   | Korea Południowa | Tottenham Hotspur |
| 2022 | Son Heung-min   | Korea Południowa | Tottenham Hotspur |

## Zwycięstwa dla krajów
| Narodowość       | Zwycięzcy |
| ---------------- | --------- |
| Korea Południowa | 6         |
| Japonia          | 1         |
| Irak             | 1         |

### Nagroda AFC (1994-nadal)
| Rok       | Piłkarz                 | Narodowość              | Klub                    |
| --------- | ----------------------- | ----------------------- | ----------------------- |
| 1994      | Sa’id al-Uwajran        | Arabia Saudyjska        | Al-Shabab               |
| 1995      | Masami Ihara            | Japonia                 | Yokohama F. Marinos     |
| 1996      | Chodadad Azizi          | Iran                    | Bahman FC               |
| 1997      | Hidetoshi Nakata        | Japonia                 | Bellmare Hiratsuka      |
| 1998      | Hidetoshi Nakata        | Japonia                 | Perugia                 |
| 1999      | Ali Daei                | Iran                    | Hertha BSC              |
| 2000      | Nawaf Al-Temyat         | Arabia Saudyjska        | Al-Hilal                |
| 2001      | Fan Zhiyi               | Chiny                   | Dundee F.C.             |
| 2002      | Shinji Ono              | Japonia                 | Feyenoord               |
| 2003      | Mehdi Mahdawikia        | Iran                    | Hamburger SV            |
| 2004      | Ali Karimi              | Iran                    | Al-Ahli                 |
| 2005      | Hamad Al-Muntaszari     | Arabia Saudyjska        | Al-Ittihad              |
| 2006      | Khalfan Ibrahim         | Katar                   | Al-Sadd                 |
| 2007      | Jassir Al-Kahtani       | Arabia Saudyjska        | Al-Hilal                |
| 2008      | Server Jeparov          | Uzbekistan              | Bunyodkor Taszkent      |
| 2009      | Yasuhito Endō           | Japonia                 | Gamba Osaka             |
| 2010      | Saša Ognenovski         | Australia               | Seongnam FC             |
| 2011      | Server Jeparov          | Uzbekistan              | Asz-Szabab Rijad        |
| 2012      | Lee Keun-ho             | Korea Południowa        | Ulsan Hyundai FC        |
| 2013      | Zheng Zhi               | Chiny                   | Guangzhou Evergrande    |
| 2014      | Nasser Al-Shamrani      | Arabia Saudyjska        | Al-Hilal                |
| 2015      | Ahmed Khalil            | ZEA                     | Al-Ahli Dubaj           |
| 2016      | Omar Abdulrahman        | ZEA                     | Al-Ain FC               |
| 2017      | Omar Kharbin            | Syria                   | Al-Hilal                |
| 2018      | Abdelkarim Hassan       | Katar                   | Al Sadd                 |
| 2019      | Akram Afif              | Katar                   | Al Sadd                 |
| 2020-2021 | Nagrody nie przyznawano | Nagrody nie przyznawano | Nagrody nie przyznawano |
| 2022      | Salim ad-Dausari        | Arabia Saudyjska        | Al-Hilal                |

## Zwycięstwa dla krajów
| Narodowość                   | Zwycięzcy |
| ---------------------------- | --------- |
| Japonia                      | 6         |
| Arabia Saudyjska             | 6         |
| Korea Południowa             | 5         |
| Iran                         | 4         |
| Katar                        | 3         |
| Chiny                        | 2         |
| Zjednoczone Emiraty Arabskie | 2         |
| Uzbekistan                   | 2         |
| Irak                         | 1         |
| Australia                    | 1         |
| Syria                        | 1         |

## Azjatycki międzynarodowy piłkarz roku
| Rok       | Piłkarz                 | Narodowość              | Klub                    |
| --------- | ----------------------- | ----------------------- | ----------------------- |
| 2012      | Shinji Kagawa           | Japonia                 | Manchester United       |
| 2013      | Yūto Nagatomo           | Japonia                 | Inter Mediolan          |
| 2014      | Mile Jedinak            | Australia               | Crystal Palace          |
| 2015      | Son Heung-min           | Korea Południowa        | Tottenham Hotspur       |
| 2016      | Shinji Okazaki          | Japonia                 | Leicester City          |
| 2017      | Son Heung-min           | Korea Południowa        | Tottenham Hotspur       |
| 2018      | Makoto Hasebe           | Japonia                 | Eintracht Frankfurt     |
| 2019      | Son Heung-min           | Korea Południowa        | Tottenham Hotspur       |
| 2020-2021 | Nagrody nie przyznawano | Nagrody nie przyznawano | Nagrody nie przyznawano |
| 2022      | Kim Min-jae             | Korea Południowa        | SSC Napoli              |

## Zwycięstwa dla krajów
| Narodowość       | Zwycięzcy |
| ---------------- | --------- |
| Japonia          | 4         |
| Korea Południowa | 4         |
| Australia        | 1         |